# 東町 (八尾市)
東町（ひがしまち）は、大阪府八尾市の地名。現行行政地名は東町一丁目から東町六丁目。住居表示は未実施。
下記の4大字地域の大阪外環状線よりも西側の地域を整理統合してできた地名である。
現住所表記に変更される前の大字千塚だった地域（現在の6丁目）、大字大窪・大字山畑だった地域（現在の2 - 5丁目）および大字服部川の西の一部（現在の1丁目）地域からなる。

## 歴史概要
令制国一覧 > 畿内 > 河内国 > 高安郡 > 千塚村、大窪村、山畑村、服部川村

## 地理
南端の1丁目と北端の6丁目が住宅地となっているほかはほとんどが田畑となっている。大阪外環状線の西側に沿っているが、2010年現在はガソリンスタンドやコンビニエンスストアが点在するぐらいで商工業地としての発展は進んでいない。

## 世帯数と人口
2020年（令和2年）3月31日現在（八尾市発表）の世帯数と人口は以下の通りである。
| 丁目               | 世帯数  | 人口    |
| ------------------ | ------- | ------- |
| 東町一丁目・二丁目 | 368世帯 | 717人   |
| 東町四丁目・五丁目 | 9世帯   | 22人    |
| 東町六丁目         | 316世帯 | 804人   |
| 計                 | 693世帯 | 1,543人 |

### 人口の変遷
国勢調査による人口の推移。
| 1995年（平成7年）  | 1,827人 | [ 6 ]  |  |
| 2000年（平成12年） | 1,675人 | [ 7 ]  |  |
| 2005年（平成17年） | 1,814人 | [ 8 ]  |  |
| 2010年（平成22年） | 1,683人 | [ 9 ]  |  |
| 2015年（平成27年） | 1,564人 | [ 10 ] |  |

### 世帯数の変遷
国勢調査による世帯数の推移。
| 1995年（平成7年）  | 557世帯 | [ 6 ]  |  |
| 2000年（平成12年） | 563世帯 | [ 7 ]  |  |
| 2005年（平成17年） | 634世帯 | [ 8 ]  |  |
| 2010年（平成22年） | 623世帯 | [ 9 ]  |  |
| 2015年（平成27年） | 600世帯 | [ 10 ] |  |

## 学区
市立小・中学校に通う場合、学区は以下の通りとなる（2020年5月時点）。
| 丁目       | 番   | 小学校               | 中学校           |
| ---------- | ---- | -------------------- | ---------------- |
| 東町一丁目 | 全域 | 八尾市立東山本小学校 | 八尾市立東中学校 |
| 東町二丁目 | 全域 | 八尾市立東山本小学校 | 八尾市立東中学校 |
| 東町三丁目 | 全域 | 八尾市立東山本小学校 | 八尾市立東中学校 |
| 東町四丁目 | 全域 | 八尾市立東山本小学校 | 八尾市立東中学校 |
| 東町五丁目 | 全域 | 八尾市立東山本小学校 | 八尾市立東中学校 |
| 東町六丁目 | 全域 | 八尾市立東山本小学校 | 八尾市立東中学校 |

## 事業所
2016年（平成28年）現在の経済センサス調査による事業所数と従業員数は以下の通りである。
| 丁目       | 事業所数 | 従業員数 |
| ---------- | -------- | -------- |
| 東町一丁目 | 8事業所  | 45人     |
| 東町三丁目 | 2事業所  | 23人     |
| 東町四丁目 | 7事業所  | 93人     |
| 東町五丁目 | 7事業所  | 66人     |
| 東町六丁目 | 15事業所 | 69人     |
| 計         | 39事業所 | 296人    |

## 施設
- 八尾市立東中学校（3丁目）

## その他

### 日本郵便
- 郵便番号 : 581-0861[2]（集配局：八尾郵便局[13]）。

## 脚註
1. 1 2 3  “町丁字別人口・世帯数（令和2年3月末日現在）”.   八尾市 (2020年4月9日). 2020年5月6日閲覧。
2. 1 2  “東町の郵便番号”.  日本郵便. 2019年8月15日閲覧。
3. ↑  “市外局番の一覧”.   総務省. 2019年6月24日閲覧。
4. ↑  “住居表示の実施区域一覧”.   八尾市 (2014年5月19日). 2020年5月6日閲覧。
5. ↑  平凡社 大阪府の地名II(ISBN 4-582-49028-X) 1019～1020ページ
6. 1 2  “平成7年国勢調査の調査結果(e-Stat) - 男女別人口及び世帯数 －町丁・字等”.   総務省統計局 (2014年3月28日). 2019年8月16日閲覧。
7. 1 2  “平成12年国勢調査の調査結果(e-Stat) - 男女別人口及び世帯数 －町丁・字等”.   総務省統計局 (2014年5月30日). 2019年8月16日閲覧。
8. 1 2  “平成17年国勢調査の調査結果(e-Stat) - 男女別人口及び世帯数 －町丁・字等”.   総務省統計局 (2014年6月27日). 2019年8月16日閲覧。
9. 1 2  “平成22年国勢調査の調査結果(e-Stat) - 男女別人口及び世帯数 －町丁・字等”.   総務省統計局 (2012年1月20日). 2019年8月16日閲覧。
10. 1 2  “平成27年国勢調査の調査結果(e-Stat) - 男女別人口及び世帯数 －町丁・字等”.   総務省統計局 (2017年1月27日). 2019年8月16日閲覧。
11. ↑  “住所からの校区一覧”.   八尾市. 2020年5月6日閲覧。
12. ↑  “平成28年経済センサス－活動調査 / 事業所に関する集計 産業横断的集計 都道府県別結果”.   総務省統計局 (2018年6月28日). 2019年10月23日閲覧。
13. ↑  “郵便番号簿 2019年度版” (PDF).   日本郵便. 2019年11月4日閲覧。